# Viracucha exilis
Viracucha exilis là một loài nhện trong họ Ctenidae.
Loài này thuộc chi Viracucha. Viracucha exilis được Cândido Firmino de Mello-Leitão miêu tả năm 1936.